# Монастырь Святого Сердца (Львов)
Монастырь Святого Сердца (Sacre Coeur) — женский римокатолический монастырь, существовавший во Львове (современная Украина) в 1844—1944 годах. От комплекса монастыря сохранился один корпус, памятник архитектуры историзма (неоренессанса). Адрес: площадь Святого Юра, 2.

## История
Монастырь Святого Сердца был основан 1844 года, закрыт в 1944 году. В сентябре 1946 года на базе агрономического и лесохозяйственного факультетов политехнического института в помещениях бывшего монастыря был создан сельскохозяйственный институт. В 1960-х аграрный институт перевели в Дубляны, а помещение передали Львовской политехнике. Большая часть зданий была снесена, в 1970-х на их месте был построен новый комплекс зданий политехнического института. Сохранилось лишь здание воспитательного учреждения при монастыре.
К зданию монастырского воспитательного корпуса прилегал костёл Святого Сердца Иисусового. Костёл построили в 1844—1855 годах на средства эрцгерцога Фердинанда д’Эсте (имя которого в своё время носила площадь Мицкевича) и архиепископа Пистека с мотивами готического и романского стилей по проекту Винцента Равского. Костёл был также снесён в 1970-х годах, на его месте появилось здание пищевого блока политехнического института (корпус № 26).

## Архитектура
Здание было построено в середине XIX века, в 1885 проводилась реконструкция и достройка, выполненные архитектурным бюро украинского архитектора И. Левинского. Здание кирпичное, трехэтажное с высоким цоколем, оштукатурено, партер украшен рустом. Дом расположен на углу квартала, главным фасадом обращен к площади Святого Юра, боковым — к улице Карпинского, композиция фасадов кулисная, они расчленены на горизонтальные ярусы полосами карнизов. Фасады фланкированы выступлениями креповок, на которые компонуются пилястры с капителями композитного ордера. Окна в строгих обрамлениях, на первом этаже — арочной формы, на других ярусах — прямоугольные. Со стороны площади Святого Юра ризалиты увенчаны высокими двухъярусными фронтонами, между ними по центру установлен ещё один фронтон, меньшего размера. Входной портал, украшенный дорическими полуколонами, расположен в левом крыле. План внутренних помещений основан на коридорной системе.

## Архитектурные элементы сооружения

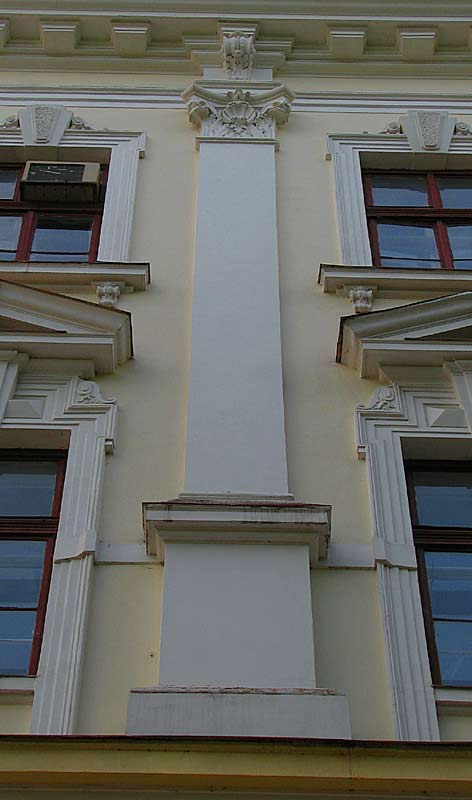
Пилястра на фасаде
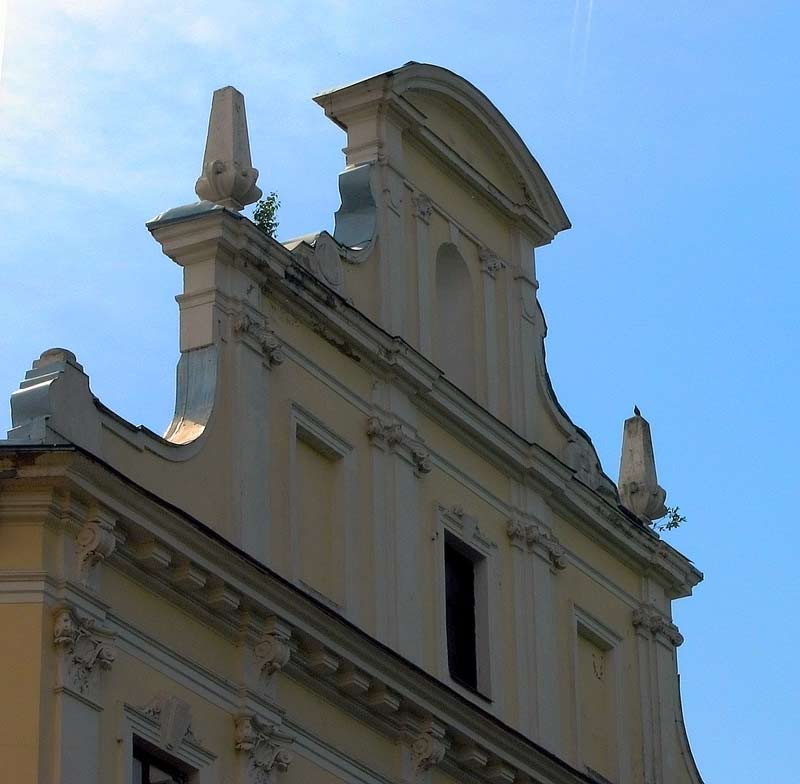
Фронтон левого крыла
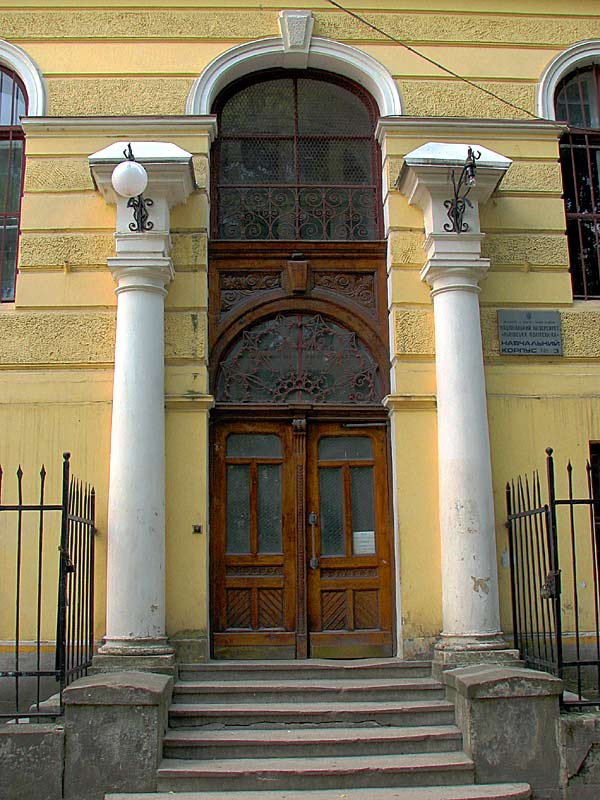
Портал бывшего монастыря